# منحة دراسية وخطة زمالة للكومنولث
خطة الكومنولث للمنح الدراسية والزمالات (CSFP) هي برنامج دولي تقدم حكومات الكومنولث بموجبه منحا دراسية وزمالات لمواطني بلدان الكومنولث الأخرى.

## التاريخ
وكان رجل الدولة الكندي سيدني إيرل سميث قد اقترح الخطة في الأصل في خطاب ألقاه في مونتريال في 1 أيلول 1958، وتم إنشاؤها في عام 1959، في المؤتمر الأول لوزراء التعليم في الكومنولث الذي عقد في أكسفورد، بريطانيا العظمى. ومنذ ذلك الحين، حصل أكثر من 000 25 شخص على جوائز استضافها أكثر من عشرين بلدا. تعد اللجنة الخاصة لكومنولث الدول / الكومنولث / واحدة من الآليات الرئيسية للتبادل بين دول الكومنولث.

## منظمة
لا توجد هيئة مركزية تدير CSFP لكن بديلاً عن ذلك ترتكز المشاركات على سلسلة من الترتيبات الثنائية بين بلدان المنشأ والبلدان المضيفة. وتنظم الوكالة الوطنية للترشيح مشاركة كل دولة، وهي مسؤولة عن الجوائز الإعلانية المطبقة على بلدهم وتقديم الترشيحات إلى البلدان المضيفة.
وفي المملكة المتحدة لبريطانيا العظمى وأيرلندا الشمالية، وهي أكبر مساهم في الخطة، تتولى إدارة هذه العملية لجنة المنح الدراسية التابعة للكومنولث في بريطانيا، وهي هيئة عامة غير إدارية، وتمولها وزارة التنمية الدولية. ومنذ عام 2008، لم تعد وزارة الخارجية وشؤون الكمنولث تساهم ماليا في الخطة، كما أن عدد ونوع المنح الدراسية المتاحة للطلاب من بلدان الكومنولث الأكثر تقدما (أستراليا، وجزر البهاما، وبروني دار السلام، وكندا، وقبرص، ومالطة، ونيوزيلندا، وسنغافورة) قد انخفض للدراسة في بريطانيا. دول أخرى، مثل أستراليا، لم يعد يقدم منح كجزء من CSFP.
وقد وضعت إصلاحات جديدة لمواءمة المنح الدراسية استراتيجيا مع المصالح المتبادلة للأعمال التجارية والابتكار بين دول الكومنولث. وخلال زيارة الدولة التي قام بها الرئيس توني تان إلى المملكة المتحدة في تشرين الأول 2014، أعلنت جلالة الملكة إليزابيث الثانية أنه سيتم إعادة إنشاء جمعية الكومنولث الملكية في سنغافورة للترويج للكومنولث وتقديم منح دراسية وزمالات جديدة للكومنولث في مجال الابتكار للسنغافوريين. تم تقديم أول منحة دراسية وزمالات للكومنولث للابتكار في أغسطس 2017 إلى جوشوا شيونغ والدكتور خو هسين هوي من قبل الرايت أونورابل ساجد جاويد.

## يشمل علماء وزملاء الكومنولث البارزون في الماضي

### السياسيين
- كيني انتوني، رئيس وزراء سانت لوسيا.
- جورج براندس QC المدعي العام ال36 لأستراليا.
- روس كرانستون، عضو البرلمان عن منطقة دودلي نورث، المملكة المتحدة لبريطانيا العظمى وايرلندا الشمالية.
- بيل انجليش، رئيس وزرائ نيوزلندا
- جون الكسندر فورست، عضو مالي، أستراليا.
- ليزلي جوناوردانا، وزيرة العلوم السابقة، سيريلانكا.
- هالة حميد، وزيرة دولة جزر المالديف.
- جمعة اتومان كابويا، وزير العمل والتشغيل وتنمية الشباب.
- كالومبو موانسا، وزير الشؤون الداخلية في زامبيا.
- ساتندرا ناندان، وزير الصحة الرعاية الاجتماعية، فيجي.
- رولف بايت، وزير بمجلس الوزراء السيشيلي.
- كاملا برساد بيسار، رئيسة الوزراء ترينيداد وتوباغو.
- كارلوس سيمونز، عضو المجلس الاستشاري المؤقت، جزر تركس وكايكوس.
- عبد الله الترموغي، سياسي ونائب من سنغافورة.
- مايكل تيت، وزير العدل، أستراليا.

### القضاء
- شيراني بانداراناياكي، رئيسة القضاة الثالثة والأربعين لسريلانكا.
- باتريك كين، قاضي المحكمة العليا في أستراليا.
- روس كرانستون، المحامي العام السابق للمملكة المتحدة لبريطانيا العظمى وأيرلندا. الشمالية.
- جورج دبليو كانيهامبا، قاضي المحكمة العليا في أوغندا.
- البروفسور فيجندر كومار، أستاذ قانون الأسرة، جامعة القانون NALSAR.
- اللورد توماس من كومجيد، كبير قضاة اللورد في إنجلترا وويلز.

### حكومة
- مايكل اوموليوا، المندوب الدائم والسفير لدى اليونسكو، نيجيريا.
- كارولين ماكماستر، نائبة المفوض السامي الكندية في نيوزيلندا.
- ستيفن جولي، مدير الاتصالات الدفاعية، وزارة الدفاع البريطانية.
- مانوماتافاي توبو روزن، المدير العام لوكالة مصايد اسماك منتدى جزر المحيط الهادئ.

### أعمال
- اشيش ادفاني، الرئيس والمدير التنفيذي، JA Worldwide
- مارك كارني، محافظ بنك إنجلترا
- مايكل ديكس، رئيس ومؤسس Affordable Holdings & Associates ، كندا

### الأكاديميا
- BK Misra ، جراح أعصاب
- انانثامورثي، أستاذ وكاتب، جامعة ميسور، كارناتاكا
- غونابالا أماراسينغه، أستاذ طب الأطفال الايورفيدا، معهد طب السكان الأصليين، جامعة كولومبو
- أنيسوزامان، أستاذ فخري في اللغة البنغالية، جامعة دكا
- ريتشارد ألكسندر أرنولد، أستاذ اللغة الإنجليزية، جامعة الفيصل في الرياض
- مانوج كومار أرورا، أستاذ الهندسة المدنية، المعهد الهندي للتكنولوجيا روركي
- سليم بادات، نائب رئيس جامعة رودس، جنوب أفريقيا
- روبرت كارتر، مدير الأمانة العامة لبرنامج حفر المحيطات في أستراليا
- باسودب شاترجي، رئيس المجلس الهندي للبحوث التاريخية، نيودلهي
- واريك كوش، عالم فلك، ومدير المرصد الفلكي الأسترالي ورئيس المعهد الأسترالي للفيزياء.
- جون غالاس، شاعر ومربي
- أستاذ ألان روبرتسون جيميل أستاذ علم الأحياء في جامعة كيلي (1950-1977)
- جيرمين غرير، مؤلفة نسوية أسترالية؛ أستاذ سابق للأدب الإنجليزي والدراسات المقارنة في جامعة وارويك
- فيليكس فاموي، أستاذ الإحصاء، جامعة ميشيغان الوسطى، الولايات المتحدة الأمريكية
- تشارلز جاغو، رئيس جامعة شمال كولومبيا البريطانية
- كاربسان جايشانكار، أستاذ علم الجريمة، جامعة راكشا شاكتي، الهند
- أبو هنى مصطفى كمال، شاعر وكاتب أغاني وأستاذ في جامعة دكا
- ويل كيمليكا، كرسي أبحاث كندا في الفلسفة السياسية، جامعة كوينز في كينغستون
- ميتشل ماكينيس، أستاذ القانون، جامعة ألبرتا
- لينيت ميتشل، أستاذة في التاريخ والسياسة اليونانية، جامعة إكستر
- بريدجيت أوغيلفي، مديرة صندوق ويلكوم الاستئماني
- Pratapaditya Pal، أمينة فخرية وسابقا، أمينة متحف مقاطعة لوس أنجلوس للفنون
- شيتارانجان باندا، أمينة وأمينة سابقة، قاعة فيكتوريا التذكارية، كالكوتا
- بنغ تسو آن، أستاذة الرياضيات، جامعة سنغافورة الوطنية
- راجا رامانا، رئيس لجنة الطاقة الذرية في الهند
- ن. سوريش، مدير مركز فيكرام سارابهاي الفضائي
- غلام محمد شيخ، أستاذ الفن، جامعة بارودا
- لالجي سينغ، مدير مركز البيولوجيا الخلوية والجزيئية، حيدر أباد تشام تاو سون، الرئيس المؤسس، جامعة نانيانغ التكنولوجية، سنغافورة
- شيونغ واي تام، الرئيس الفخري لجامعة هونغ كونغ المفتوحة
- ستيفن توب، رئيس ونائب رئيس جامعة كولومبيا البريطانية
- سونيل كومار فيرما، عالم رئيسي، مركز البيولوجيا الخلوية والجزيئية، الهند
- جيريمي والدرون، أستاذ القانون والفلسفة، كلية الحقوق بجامعة نيويورك
- ألكسندرا وولشام، أستاذة التاريخ الحديث، جامعة كامبريدج
- فيونا ويليامز، أستاذة السياسة الاجتماعية، جامعة ليدز
- أ مُمون، أستاذ الفيزياء، جامعة جاهانجيرناغار، بنغلاديش

### الصحفيون
- إدوارد غرينسبون، رئيس تحرير مجلة غلوب آند ميل، كندا
- شارلز كراوتهامر، صحفي حائز على جائزة بوليتزر
- تشاندان ميترا، محرر ومدير عام شركة The Pioneer، نيودلهي

### الفنون التمثيلية
- والتر التعلم، مؤسس مسرح نيو برونزويك
- Shyamaprasad، الرائدة الهندية (مالايالام) فيلم المخرج، رئيس، تلفزيون أمريتا
- البروفيسور الدكتور Sruti Bandopadhay، فنان الرقص مانبوري الرائدة، أستاذ الرقص، جامعة رابيندرا بهاراتي، كلكتا، الهند

### مقاول اجتماعي
- كيرثي جاياكومار، ناشطة في مجال الجنس والسلام، مؤسسة مؤسسة الفيل الأحمر